# Клод Симон
Клод Симон (фр. Claude Simon; Антананариво, 10. октобар 1913 — Париз, 6. јул 2005), био је француски књижевник и добитник Нобелове награде за књижевност 1985. године. Најзначајнија дела су му „Званична посета“, „Ветар“, „Георгике“, „Фландријска цеста“, „Трава“ и „Битка код Фарсале“.